# Batavos

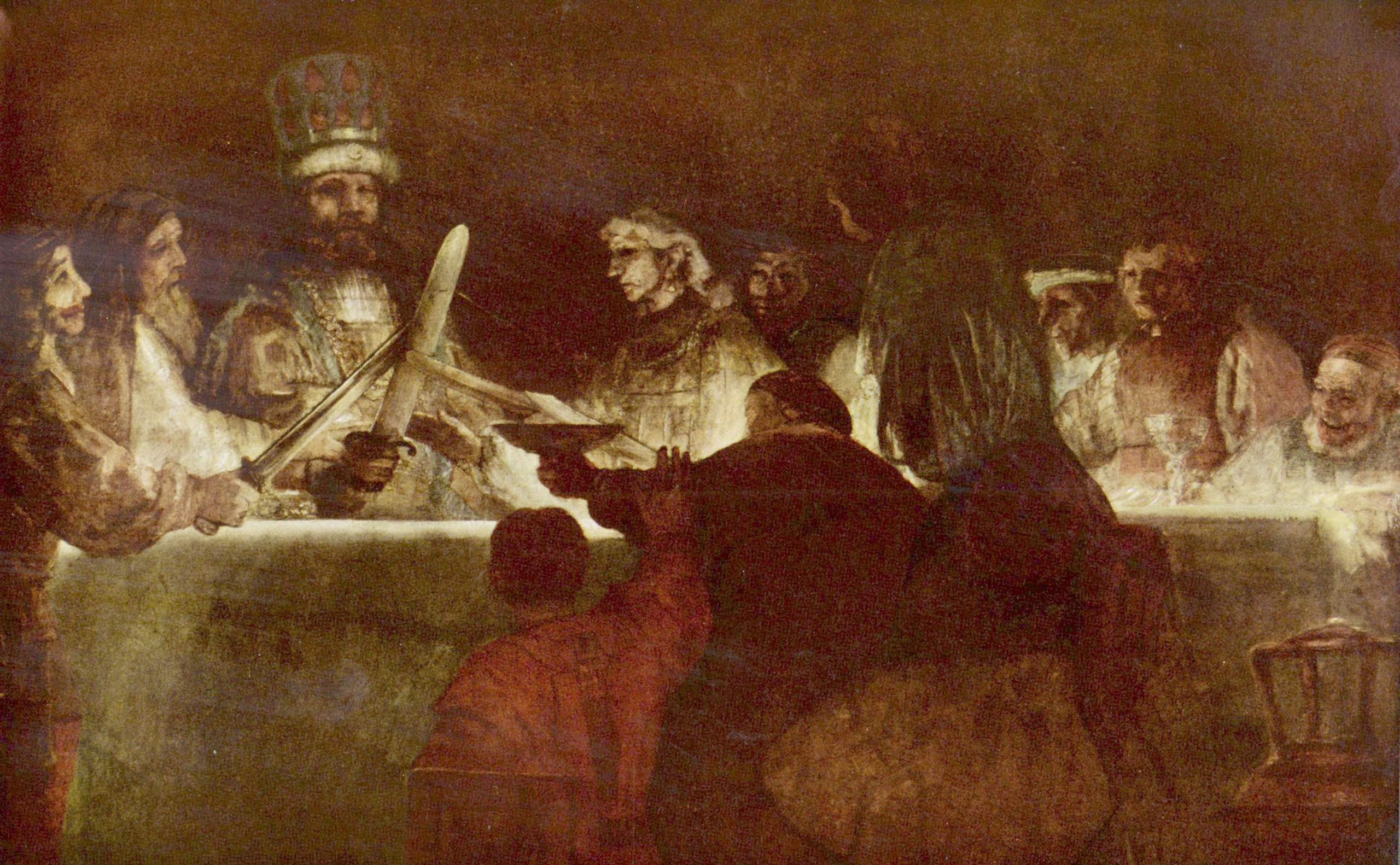
A Conspiração dos batavos no tempo de Julius Civilis, óleo por Rembrandt van Rijn.

Batavos, do latim batavi, foi a designação dada durante o Império Romano aos povos germânicos que habitavam a região do delta do rio Reno, a que corresponde aproximadamente o território dos actuais Países Baixos. Em consequência, ainda antes das campanhas de Júlio César, a região passou a ser conhecida por Batávia, nome que foi popularizado durante o romantismo (num processo semelhante ao da Lusitânia), sendo utilizado no nome da capital das Índias Orientais Neerlandesas, a cidade de Batávia (actual Jacarta), e na designação da República da Batávia, o Estado criado pelos Patriotas neerlandeses após a Revolução Francesa. Os batavos cedo se aliaram aos romanos, fornecendo contingentes famosos pelas suas habilidades equestres e por serem nadadores exímios. Ainda assim, protagonizaram no ano de 69 uma violenta insurreição contra os romanos, tornada famosa pela narrativa de Tácito e pelas múltiplas obras literárias e de arte que inspirou durante o romantismo.

## Origem e características
Os batavos eram uma tribo germânica, originalmente parte dos catos, que segundo Públio Cornélio Tácito habitava a região do delta do rio Reno e as ilhas vizinhas. O nome Batávia foi usado por diversas unidades militares romanas, originalmente recrutadas entre os batavos. O nome tribal deriva de bat "excelente" e avjo "terra", uma referência à fertilidade da região, ainda hoje conhecida como o principal centro de produção agrícola dos Países Baixos (a Betuwe).
Achados arqueológicos, nomeadamente tábuas de escrita, sugerem que parte da população estava alfabetizada, utilizando uma forma de escrita antes e durante o período romano.
No período do romantismo, associado ao fenómeno do renascimento do nacionalismo europeu, os batavos foram erroneamente considerados como os antepassados epónimos dos neerlandeses, quando na realidade foram apenas um dos povos que convergiram naquela região do noroeste europeu, em conjunto com os frísios, francos e saxões.
Confirmando Tácito, Júlio César, no seu comentário às Guerras Gálicas, afirma que os batavos viviam numa ilha formada pelo rio Reno após a sua divisão, um dos braços sendo o Waal, o outro sendo o Nederrijn/Oude Rijn. Esta localização era de importância estratégica, já que as altas margens do Waal providenciam as únicas elevações numa região pantanosa e quase em absoluto plana, permitindo guardar a fronteira da Germânia Transrenana (Germania Transrhenanum). Este facto foi reconhecido por Druso, que fez ali construir um imponente castro e instalações para o quartel-general das suas forças (praetorium) em estilo imperial. Este pretório esteve em uso até à Revolta dos Batavos no ano 69 depois de Cristo.
Achados arqueológicos sugerem que os batavos viviam em pequenas aldeias de 6 a 12 casas, localizadas nas terras mais férteis das margens dos rios. Dedicavam-se à agricultura e à criação de gado, possuindo cavalos, o que é comprovado pela presença de esqueletos daqueles animais em túmulos da época. Aparentemente seriam exímios cavaleiros, dedicando grande atenção à equitação.
Na margem sul do rio Waal, no local que é hoje a cidade de Nimegue, os romanos construíram um centro administrativo, chamado Ópido dos Batavos (em latim: Oppidum Batavorum). Um ópido era um local fortificado destinado ao armazenamento de mercadorias valiosas, as quais eram mantidas sob a vigilância de um pequeno contingente militar. O local era apenas habitado por civis em caso de ameaça, podendo servir de refugio em caso de ser sitiado. O Ópido dos Batavos foi destruído durante a Revolta dos Batavos.

## As unidades militares batávias e a Revolta dos Batavos

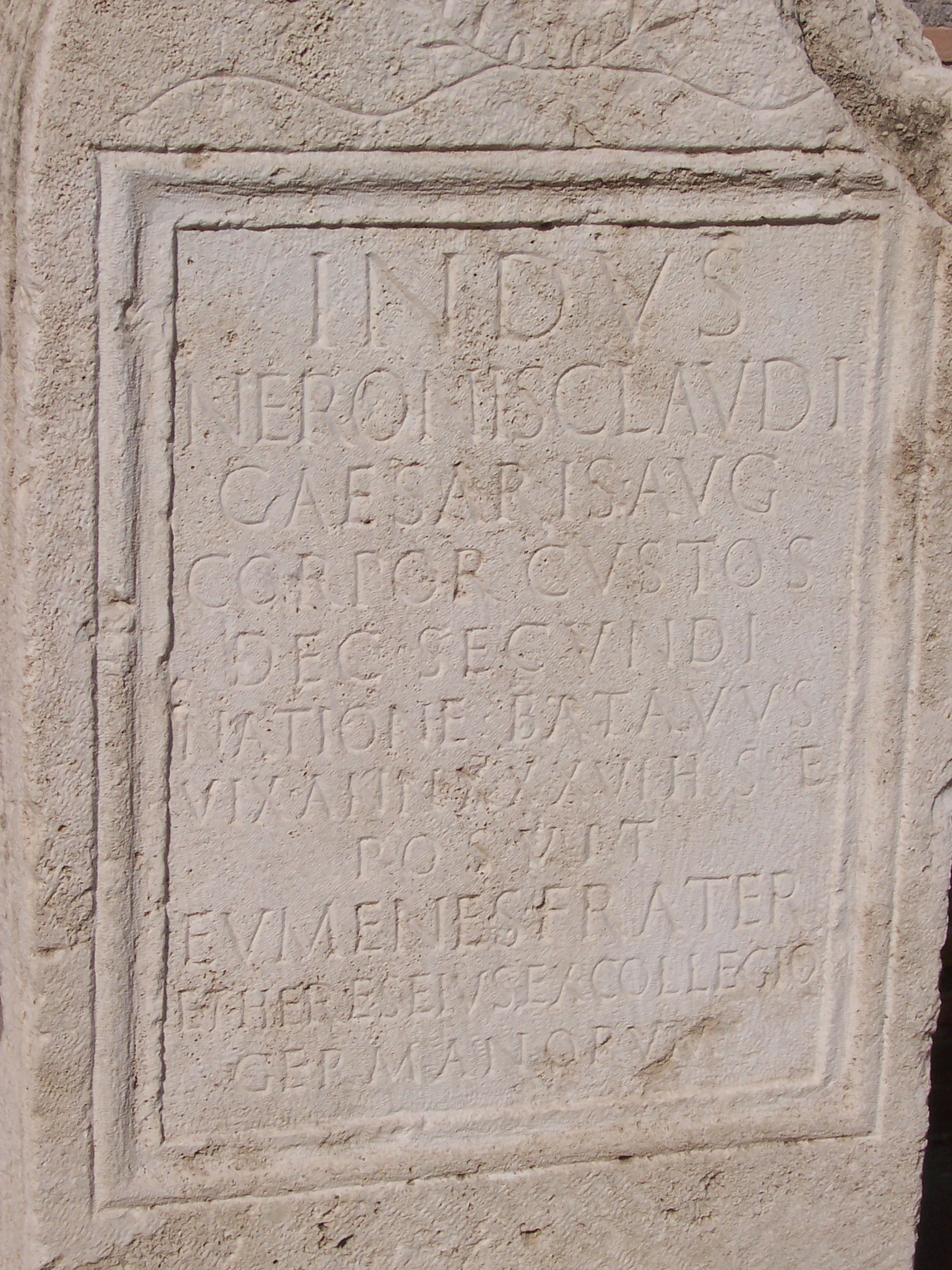
Estela funerária de Indus, um batavo, membro do Corporis Custodes, a guarda pessoal de Nero.

Habituados a cavalgar, os batavos cedo se integraram no exército imperial romano, formando unidades que ganharam renome e foram enviadas para as fronteiras mais remotas do Império Romano. O primeiro comandante batavo integrado nas forças romanas de que se conhece registo foi Chariovalda, que durante a campanha de Germânico na Germânia Transrenana comandou um ataque através do rio Visurgin (hoje o Weser) contra os queruscos liderados por Armínio. Em resultado da sua antiga e honrosa associação com os romanos, os batavos estavam isentos do pagamento de impostos, apenas ficando obrigados a auxiliar os romanos nas guerras. Segundo Tácito, forneciam ao Império apenas homens e armas.
Tácito descreve os batavos como a mais brava das tribos da área, endurecida nas constantes guerras entre os povos germânicos. Eram tão confiáveis, que coortes comandadas por membros da própria tribo foram enviados para a frente na Britânia. Era notável a sua arte de cavalgar e a sua habilidade em natação, já que conseguiam atravessar os grande rios com homens e cavalos a nadar em formação, o que era considerado extraordinário. Dião Cássio descreve a sua surpresa face à táctica utilizada por um comandante batavo, Aulo Pláucio, contra os bárbaros britânicos e celtas na Batalha de Medway, no ano 43:
Os bárbaros pensavam que os romanos não poderiam atravessar o rio sem uma ponte, e por conseguinte acantonaram-se sem particulares precauções na outra margem; mas ele enviou através do rio um destacamento de soldados tribais germânicos, habituados a atravessar a nada, com todo o seu armamento, rios turbulentos. [...] Então os britânicos retiraram-se para as margens do rio Tamisa, nas proximidades da sua foz, onde na maré cheia forma um lago. Os britânicos cruzaram facilmente esta zona, porque conheciam os vaus, mas os romanos que os tentaram seguir não tiveram tanto sucesso. Contudo, os germanos, cruzaram o rio a nado, e alguns pela ponte existente um pouco a montante, atacando os bárbaros em diversas frentes ao mesmo tempo, abatendo muitos deles.
Os batavos também forneciam um contingente para a Guarda Montada Imperial, uma unidade de elite responsável pela segurança pessoal do imperador. A presença dos batavos nas diversas frentes militares do Império é testemunhada pelos numerosos altares e pedras tumulares, datados do século II e do século III, que têm sido encontrados. Estão assinalados testemunhos arqueológicos da presença dos batavos ao longo da muralha de Adriano, em especial em Castlecary e Carrawburgh, e em diversos locais da Alemanha, Península Balcânica, Hungria, Roménia e Áustria.
Apesar da longa aliança existente, um notável batavo, de nome romanizado Júlio Paulo, foi executado por decisão de Fonteio Capitão, sob uma falsa acusação de rebelião. Um seu parente, de nome romanizado Caio Júlio Civil, foi trazido em cadeias perante Nero, em Roma. Apesar de ter sido considerado inocente por Galba, foi retido em Roma contra a sua vontade. Quando no ano de 69, o calamitoso ano dos quatro imperadores, ele conseguiu regressar à sua tribo, encabeçou uma revolta dos batavos, que, apesar de ter sido esmagada pelos romanos, arrasou quase todas as estruturas imperiais existentes no delta do Reno. Este acontecimento, que ficou conhecido como a Revolta dos Batavos, foi narrada em grande detalhe por Tácito, apesar da obra conhecida terminar abruptamente no clímax da acção. Esta narrativa serviu de inspiração a numerosas obras de arte durante o romantismo, sendo apontada como um exemplo da antiga heroicidade e virtudes do povo neerlandês.
Depois da Revolta, os romanos reconstruíram os seus castros e estacionaram uma legião na região para garantir a submissão dos autóctones, os quais entraram então num período de lento declínio. Ainda assim, os batavos ainda foram mencionados no ano de 355, durante o reinado de Constâncio II (r. 337–361), quando já a sua ilha estava ocupada pelos francos sálios, uma tribo que ali tinha procurado a protecção dos romanos no ano 297, depois de ter sido expulsa do seu território pelos saxões. Constâncio Galo incorporou então nas suas legiões soldados batavos, de cuja disciplina ainda fazemos uso.
Assume-se que os batavos desapareceram por fusão com os sálios, por volta do ano 350, sendo então conjuntamente expulsos da região pela chegada de outra tribo, talvez os camavos, fixando-se então no território da actual Bélgica por volta do ano 358.

## Localização
Quando os romanos chegaram, várias tribos foram localizados na região dos Países Baixos, que residiam nas partes habitáveis mais altas, especialmente no leste e sul. Essas tribos não deixaram registros escritos. Todas as informações conhecidas sobre elas durante este período pré-romano é baseada no que os romanos, mais tarde, escreveram sobre as mesmas.

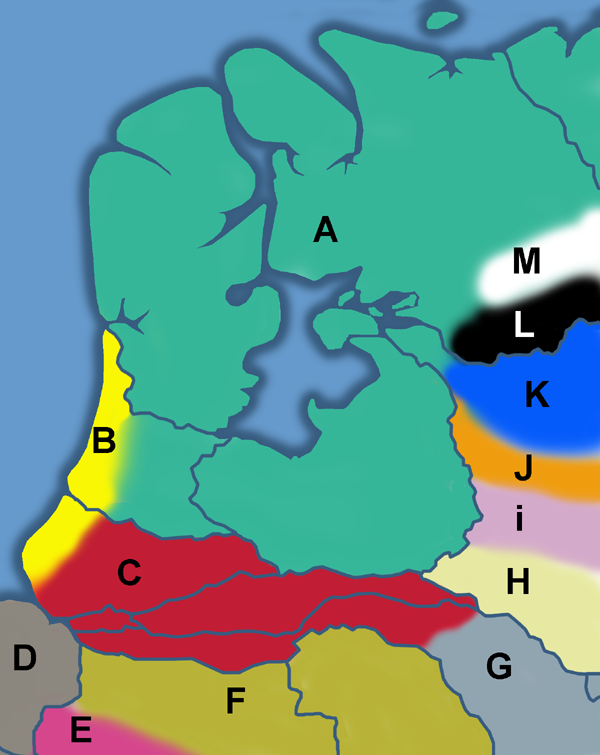
O local aproximado (hoje Holanda) onde as tribos germânicas se assentaram no séc. I. Os limites exatos são desconhecidos entretanto, e H a M em particular, não devem ser considerados como representações exatas.

As tribos mostrado no mapa à esquerda são:
- A. Frísios,
- B. Caninefates,
- C. Batavos,
- D. Marsos,
- E. Toxandros,
- F. Menápios,
- G. Ampsivários,
- H. Camavos,
- I. Sicambros,
- J. Brúcteros,
- K. Tubantes,
- L. Usípetes e
- M. Tencteros.

Outros grupos tribais não mostrados neste mapa, mas associado com a Holanda são:
- Ambianos,
- Catos,
- Catuários,
- Morinos,
- Salianos,
- Tungros e
- Úbios.